# Belgrandia bonelliana
Belgrandia bonelliana is een slakkensoort uit de familie van de Hydrobiidae. De wetenschappelijke naam van de soort is voor het eerst geldig gepubliceerd in 1879 door De Stefani.